# Richard von Flemming
Hasso Richard von Flemming (* 13. Oktober 1879 in Benz, Pommern; † 17. April 1960 in Uelzen) war ein deutscher Großgrundbesitzer und Landwirtschaftsfunktionär.

## Leben und Tätigkeit
Flemming wurde als nachgeborenes Kind von Graf Hasso von Flemming-Benz (* 3. August 1838, † 2. Juni 1896) und seiner Ehefrau Else, geb. Freiin von Steinaecker (* 14. März 1847, † 13. August 1934), Tochter der Euphemie von Eickstedt-Peterswaldt und des Freiherrn Karl von Steinaecker-Rosenfelde, geboren und schlug nach dem Schulbesuch die Karriere beim Militär ein. Er besuchte das Kadettenkorps in Köslin, dann die Preußische Hauptkadettenanstalt in Berlin-Lichterfelde. 1898 war er Leutnant im 1. Garde-Ulanen-Regiment in Potsdam. Dann unternahm er 1902 eine Weltreise, ging 1908 zum Militärreitinstitut nach Hannover, wurde 1909 Oberleutnant. Nach dem Ersten Weltkrieg führte er die Bezeichnung eines Majors a. D. Den primogenen, an den Besitz des Familienfideikommisses Benz gebundenen Grafentitel seines Vaters erbte sein älterer Bruder Curd. Die frühen Vorfahren gehörten zum Uradel ohne Titel. Er hatte mehrere Geschwister, blieb selbst unvermählt.
Er war Besitzer des Rittergutes Paatzig, einem etwa 10.000 Morgen großen Anwesen in Pommern. Ab etwa 1928 amtierte er als Präsident der Landwirtschaftskammer für die Provinz Pommern in Stettin. Zudem war er seit 1930 Mitglied des Generalrates der Reichsbank. Außerdem gehörte er dem elitären Deutschen Herrenklub in Berlin an.
Bis 1945 besaß Flemming in Hinterpommern die Güter Paatzig (754 ha), Drammin (672 ha) und Zebbin, die zusammen 2.648 ha umfassten.
Nach 1945 lebte Flemming in Westdeutschland. 1953 wurde er mit dem Justus-von-Liebig-Preis geehrt. Er war Mitglied es Johanniterordens, zunächst 1910 als Ehrenritter, dann 1922 als Rechtsritter.